# Chambre de commerce et d'industrie de région Occitanie
 (avril 2024).
Si vous disposez d'ouvrages ou d'articles de référence ou si vous connaissez des sites web de qualité traitant du thème abordé ici, merci de compléter l'article en donnant les références utiles à sa vérifiabilité et en les liant à la section « Notes et références ».
 (avril 2024).
La chambre régionale de commerce et d'industrie de région Occitanie regroupe les chambres de commerce et d'industrie de la région Occitanie.

## Mission
À ce titre, elle est un organisme chargé de représenter les intérêts des entreprises commerciales, industrielles et de service de la région et de leur apporter certains services. Elle mutualise et coordonne les efforts des 10 CCI de la région.
Comme toutes les CRCI, elle est placée sous la tutelle du préfet de région représentant le ministère de l'Économie et des Finances.

## CCI en faisant partie
- Chambre de commerce et d'industrie de l'Aude
- Chambre de commerce et d'industrie de l'Aveyron
- Chambre de commerce et d'industrie de la Lozère
- Chambre de commerce et d'industrie de l'Ariège
- Chambre de commerce et d'industrie de Toulouse
- Chambre de commerce et d'industrie du Gers
- Chambre de commerce et d'industrie du Lot
- Chambre de commerce et d'industrie du Gard
- Chambre de commerce et d'industrie de l'Hérault
- Chambre de commerce et d'industrie de Montauban et de Tarn-et-Garonne
- Chambre de commerce et d'industrie des Pyrénées-Orientales
- Chambre de commerce et d'industrie de Tarbes et des Hautes-Pyrénées
- Chambre de commerce et d'industrie du Tarn

## Pour approfondir